# Minoa (Megara)

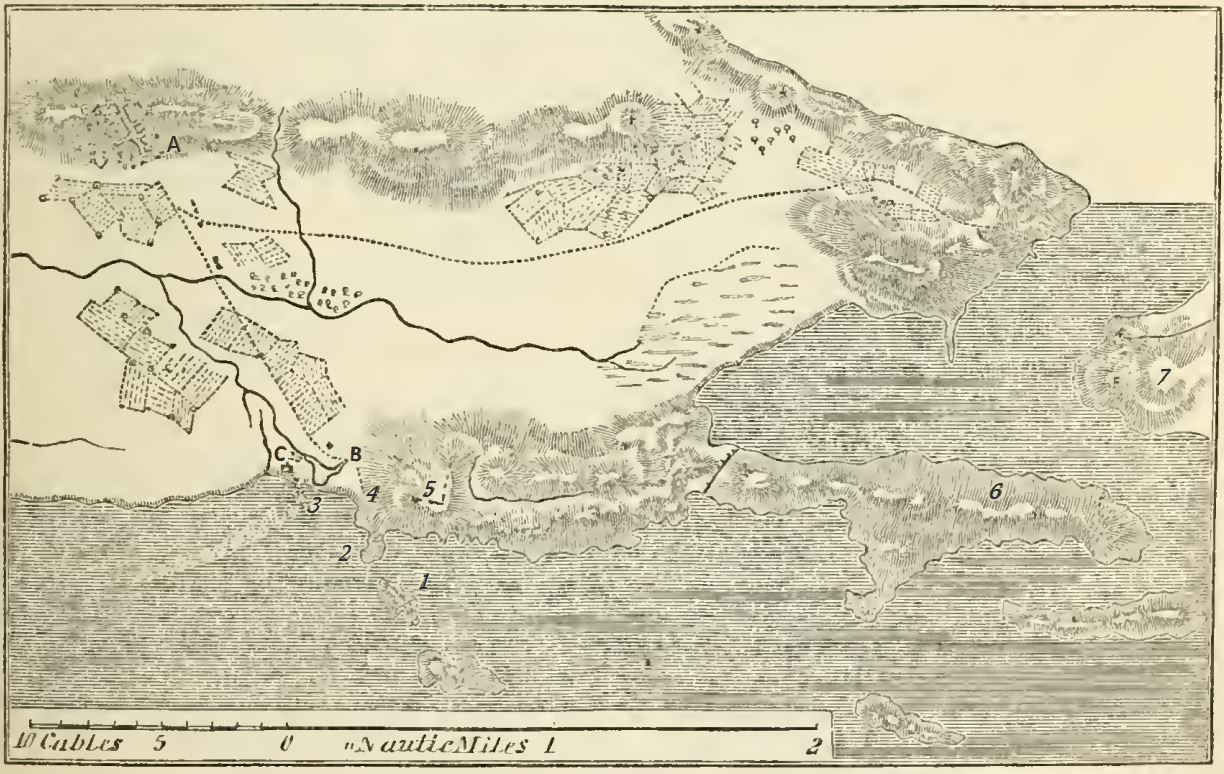
Plan der Umgebung von Megara

Minoa (griechisch Μινώα) hieß in der Antike eine Insel oder Halbinsel vor der Küste Megaras. Wo Minoa lag, ist bis heute nicht zweifelsfrei geklärt.

## Überlieferung
Um den Tod seines Sohnes Androgeos zu rächen, soll der mythische kretische König Minos auf der Insel, die später nach ihm Minoa genannt wurde, gelandet sein. Von hier aus eroberte er zunächst die Megaris. Danach belagerte er die Stadt Megara und den Hafen Nisaia und eroberte schließlich beide.
Während des Peloponnesischen Kriegs betrieb Athen auf Budoron, dem nordwestlichen Kap der Insel Salamis, einen befestigten Wachposten, von dem aus man den Hafen von Nisaia kontrollieren konnte. Im Winter 429/8 v. Chr. fuhren 40 Schiffe des Peloponnesischen Bundes aus dem Hafen und wollten einen Überraschungsangriff auf den Piräus verüben. Als sie jedoch das Kap passierten, änderten sie ihren Plan und überfielen den Posten auf Kap Budoron und erbeuteten drei athenische Trieren. Um die Überwachung des megarischen Hafens zu verbessern und feindliche Schiffe zukünftig an der Ausfahrt zu hindern, landete der athenische Strategos Nikias im Sommer 427 v. Chr. auf Minoa. Man bekämpfte zunächst zwei Wachtürme, die die Einfahrt zum Hafen bewachten, mit Wehrtechnik. Nach der Eroberung Minoas wurde die Brücke, die die Insel mit dem Festland verband, mit einer Mauer geschützt und die Befestigungsanlagen wurden ausgebaut.
Im Sommer 424 v. Chr. beim Kampf um Megara landeten hier athenische Schiffe unter dem Befehl des Hippokrates mit 600 Hopliten an Bord. Zusammen mit Demosthenes, der mit einem Heer über Land herangerückt war, eroberte er Nisaia und die langen Mauern von Megara zum Hafen. In einem Waffenstillstandsabkommen in dem darauffolgenden Winter wurde der Grenzverlauf zwischen den athenischen Eroberungen und Megara geregelt. Als 409 v. Chr. die Megarer Nisaia zurückeroberten, wurde vermutlich auch Minoa aufgegeben.

## Lage
Die genaue Lage von Minoa ist bisher nicht eindeutig geklärt, was nicht zuletzt daran liegt, dass durch Ablagerung von Sedimenten heute die Küstenlandschaft verändert ist. Man geht davon aus, dass die einstige Insel heute mit dem Festland verbunden ist. Strabon, der die Küste von Westen kommend beschrieb, nannte nach den Skironischen Felsen das Vorgebirge, Minoa, das den Hafen von Nisaia bildete, und danach erst Nisaia. Daraus haben manche geschlossen, dass Minoa westlich von Nisaia lag. Nach Pausanias war Minoa jedoch eine lange oder kleine Insel, je nach Übersetzung, und erstreckte sich entlang Nisaia. Auch Thukydides nannte es eine Insel, die nicht weit vom Festland entfernt war und über eine Brücke oder einen Damm (altgriechisch γέφυρα = Brücke, Damm), der über eine seichte Stelle oder einen Sumpf (altgriechisch τέναγος = Untiefe, Sumpf) führte, mit diesem verbunden war. Sie lag an der Einfahrt zum Hafen von Megara.
Albert Forbiger vermutete, dass es sich bei Minoa um eine der vier Methuriaden-Inseln handelte. Thomas Abel Brimage Spratt zeigte jedoch, dass die nächste Insel 150 m vom Festland entfernt lag und durch einen 13 m tiefen Einschnitt von diesem getrennt war, weshalb sie nie mit dem Festland über eine Brücke verbunden sein konnte. Er lokalisierte Minoa daher auf dem Palaiokastro-Hügel westlich des heutigen Hafenortes Pachi. Die Akropolis von Nisaia vermutete er östlich gegenüber auf dem Agios-Georgios-Hügel. Dieser Ansicht schloss sich auch Habbo Gerhard Lolling an, der vermutete, dass die westliche Schenkelmauer der langen Mauer mit Minoa verbunden war. Umgekehrt suchten andere bei Palaiokastro Nisaia und auf dem Agios Georgios-Hügel Minoa. Adolf von Velsen und Alexander Conze identifizierten Minoa mit der Halbinsel, die den westlichen Abschluss des heutigen Hafens von Pachi bildet.
William Martin Leake erblickte in der Halbinsel Ticho, die sich östlich an den Höhenzug des Agios Georgios-Hügel anschließt, Minoa. Auch Arthur James Beattie identifizierte Ticho mit der Halbinsel Minoa. Außerdem lokalisierte er in der südlich dazu parallel verlaufenden Insel Trypika (auch Makronisos) die Insel Minoa.